# Office of Naval Intelligence

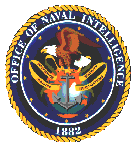
Oryginalny wzór pieczęci Biura Wywiadu Morskiego z 1 stycznia 1882

Biuro Wywiadu Morskiego (ang. Office of Naval Intelligence, ONI) – kluczowy element Wspólnoty Wojny Informacyjnej Marynarki Wojennej (Navy’s Information Warfare Community, IWC), której celem jest zdobycie i utrzymanie decydującej przewagi informacyjnej nad potencjalnymi przeciwnikami Stanów Zjednoczonych. Biuro Wywiadu Morskiego powstało w 1882 r. Jest to najstarsza wojskowa służba wywiadowcza Stanów Zjednoczonych. Jej podstawową funkcją było zbieranie informacji na temat marynarek wojennych innych państw.

## Podstawy prawne
23 marca 1882 r. w Waszyngtonie ówczesny sekretarz Marynarki Wojennej Stanów Zjednoczonych William H. Hunt wydał rozkaz nr 292 ustanawiający w ramach Biura Nawigacyjnego Departamentu Marynarki nową jednostkę – Biuro Wywiadu. Współcześnie ONI nie funkcjonuje na podstawie jednego, kompleksowego aktu prawnego. Jako podstawy prawne wskazuje się tytuł 50 (wojna i obrona narodowa) Kodeksu Stanów Zjednoczonych oraz rozkaz wykonawczy 12333. Poszczególne zadania wynikają również z rozporządzeń sekretarza obrony Stanów Zjednoczonych.

## Historia

### Przełom XIX i XX w.
Biuro Wywiadu Morskiego zostało założone w 1882 r. jako część Biura Nawigacyjnego, początkowo w celu zwiększenia wysiłków modernizacyjnych marynarki. Zgodnie z rozkazem nr 292, zadaniami ONI miały być gromadzenie i rejestrowanie informacji przydatnych dla Departamentu w czasie wojny i pokoju. List Sekretarza Williama E. Chandlera rozszerzył cel działania Biura o korekcję informacji oraz sprecyzował obszary zainteresowania. Były nimi między innymi: floty obcych mocarstw, materiały wojenne, personel morski, uzbrojenie obcych portów, szlaki komunikacyjne, transport materiałów i wojsk obcych mocarstw, rzeczywiste możliwości zagranicznych parowców handlowych czy informacje dotyczące własnej, amerykańskiej marynarki i ochrony wybrzeża. W 1885 r. ONI zostało także upoważnione do zbierania informacji „na wszystkie tematy związane z wojną lub działaniem marynarki wojennej oraz przygotowywanie kampanii obejmujących wszystkie ewentualności aktywnych operacji morskich”. Rozkaz wydany w 1903 r. uzupełnił listę zadań biura o współpracę z zarządem w przygotowywaniu aktywnych operacji marynarki na lądzie i na wodzie.

### I i II wojna światowa
Podczas I wojny światowej kompetencje Biura Wywiadu Morskiego zostały rozszerzone o zabezpieczenie informacji na temat potrzebnego czasu na mobilizację dla amerykańskiej floty, zapewnienie bieżących informacji o ruchach wrogich sił poprzez umieszczenie agentów w obcych portach oraz śledzenie zamówionej przez wroga amunicji. W tym okresie Biuro zaczęło zajmować się także kontrwywiadem. Rok 1916 był znaczącym punktem zwrotnym dla Biura Wywiadu Morskiego. Kongres zezwolił na pierwszą znaczącą rozbudowę personelu i budżetu ONI w celu wsparcia operacji bezpieczeństwa narodowego, w tym ochrony amerykańskich portów, przystani i instalacji obronnych przed penetracją, dywersją i sabotażem ze strony wroga. ONI rozszerzyło ponownie zakres swoich kompetencji podczas II wojny światowej: zapewniło flocie wyszkolonych tłumaczy fotograficznych i stworzyło szczegółowe trójwymiarowe modele terenu używane przez operatorów flot do planowania misji; założyło dwie szkoły wywiadowcze, które dostarczyły setki wyszkolonych oficerów wywiadu dla dowódców floty i wysuniętych obszarów. W czasie II wojny światowej Dalekowschodnia Sekcja Biura Wywiadu Morskiego koncentrowała się na strategicznym pokryciu swoim zasięgiem Pacyfiku. Biuro zbierało informację nie tylko na temat baz wojskowych innych państw czy uzbrojenia marynarek, ale także na temat uwarunkowań narodowościowych, religijnych i politycznych na danych obszarach.

### Po II wojnie światowej
Po II wojnie światowej istotnym elementem Biura stała się Sekcja Sabotażu, Szpiegostwa oraz Kontrwywrotowa (Sabotage Espionage and Countersubversion Section), do której zadań należały gromadzenie, ocena oraz udostępnianie informacji, które pozwalałyby władzom marynarki wojennej na ochronę przed sabotażem oraz szpiegostwem. Do działań na rzecz ochrony przed wyżej wspomnianymi zagrożeniami należało także prowadzenie akt dotyczących personelu marynarki wojennej oraz cywili zatrudnionych w marynarce, a także dotyczących organizacji wywrotowych. W latach 80. XX wieku wspólne wysiłki organizacji wywiadu operacyjnego i naukowo-technicznego Marynarki Wojennej doprowadziły do znaczących sukcesów w rywalizacji z głównym przeciwnikiem – Marynarką Wojenną Związku Radzieckiego. W czasie zimnej wojny wypracowana przewaga techniczna, technologiczna i przywództwo w Globalnym Systemie Informacji o Obserwacji Oceanu (OSIS) dały Marynarce Wojennej USA trwałą przewagę nad marynarką radziecką. Po serii konsolidacji komend polowych wywiadu marynarki wojennej w latach 1988–1993 Biuro Wywiadu Morskiego przeniosło się do nowo wybudowanego obiektu, gdzie dołączyło do niego Centrum Koordynacji Wywiadu Straży Przybrzeżnej Stanów Zjednoczonych, które wspiera krajowe misje morskie oraz Wywiad Korpusu Morskiego (wspieranie misji ekspedycyjnych i przybrzeżnych).

### Współczesność
W 2009 r. Szef Operacji Morskich (CNO) zatwierdził przekształcenie ONI w dowództwo z czterema podległymi dowództwami jako centrami doskonałości w celu poprawy zaangażowania floty i dostarczania ekskluzywnej wiedzy o operacjach i możliwościach marynarki przeciwnika. Podczas przekształcania i konsolidacji Biura Wywiadu Morskiego, szczególną uwagę poświęcono technologii jako niezbędnemu elementowi do uzyskania przewagi nad przeciwnikami. Dowództwa powstałe po transformacji w 2009 r. zajmują się wywiadem naukowo-technicznym, operacyjnym oraz usługami informacyjnymi. Istnienie Wspólnoty Wojny Informacyjnej Marynarki Wojennej (IWC), powstałej z przekształcenia w 2016 r. Korpusu Dominacji Informacyjnej, wzmaga interdyscyplinarność działania Biura. Ponad 52 000 wojskowych i cywilnych ekspertów jest zaangażowanych w tworzenie IWC i wspomaganie Biura w zakresie wojny informacyjnej, kryptologii, oceanografii, meteorologii oraz technologii informacyjnych. Obecnie uzyskanie i utrzymywanie przewagi informacyjnej w zakresie marynarki jest jednym z najważniejszych zadań biura, a wywiad jest kontynuowany nie tylko w celach militarnych, ale także w celu monitorowania technologii morskiej czy zagrożeń cywilnych.

## Zadania
ONI realizuje zadania z zakresu:
- zarządzania i koordynacji
  - koordynacja działań wywiadowczych ukierunkowanych na zagadnienia marynistyczne prowadzone przez podmioty Wspólnoty Wywiadowczej;
  - opracowywanie strategii, planów i polityk z zakresu wywiadu morskiego;
  - informowanie dowództwa marynarki wojennej o możliwych wyzwaniach, priorytetach i wymaganiach dla marynarki wojennej Stanów Zjednoczonych;
  - współpraca z Biurem Dyrektora Wywiadu Narodowego, Sekretarzem Obrony i innymi podmiotami Wspólnoty wywiadowczej w zakresie wyznaczania kierunków rozwoju wywiadu Stanów Zjednoczonych;
  - zarządzanie i nadzór nad wszystkimi aspektami współpracy wywiadowczej marynarki wojennej z podmiotami zagranicznymi;
  - wsparcie Dyrektora Wywiadu Narodowego w zakresie kontroli finansowej nad realizacją programów wywiadowczych realizowanych przez ONI,
- nadzoru
  - przeprowadzanie dochodzeń, inspekcji i śledztw w celu identyfikacji i przeciwdziałania oszustwom, mentorstwu, nadużyciom i złemu zarządzaniu;
  - pełnienie funkcji łącznika z zewnętrznymi organami nadzoru sprawującymi nadzór nad ONI;
  - wsparcie wywiadowcze organów ścigania w celu zapewnienia zgodności z wytycznymi Departamentu Obrony i Departamentu Marynarki Wojennej,
- kontrwywiadu i wywiadu osobowego
  - nadzór nad ochroną kontrwywiadowczą marynarki wojennej;
  - reprezentowanie marynarki wojennej w ramach grup roboczych i forów poświęconych zagadnieniom kontrwywiadu i wywiadu osobowego;
  - pełnienie funkcji jedynego organu Marynarki Wojennej odpowiedzialnego za utrzymanie ochrony kontrwywiadowczej floty wojennej Stanów Zjednoczonych;
  - wspieranie Zastępcy Szefa Operacji Morskich ds. Wojny Informacyjnej w zakresie tworzenia i koordynacji polityk dotyczących ochrony kontrwywiadowczej floty oraz wywiadu osobowego;
  - selekcja i przydzielanie podoficerów i oficerów marynarki mających pełnić służbę w Biurze Attaché Obrony (Defense Attaché Office),
- badania i rozwoju technologii informacyjnych
  - weryfikacja i ustanawianie wymagań dla technologii informatycznych w szczególności tych dotyczących procesów wymiany informacji i cyberbezpieczeństwa;
  - zarządzanie rocznymi planami zatrudnienia mającymi na celu budowę zdolności w zakresie technologii informacyjnych;
  - współpraca z Dyrektorem Wywiadu Narodowego w zakresie doradztwa Departamentowi Obrony dotyczącego opracowywania planów badawczych i rozwojowych mających wspierać zdolności wywiadu morskiego,
- wsparcia wywiadowczego
  - opracowywanie bieżących i długoterminowych analiz wywiadowczych i sprawozdań przeznaczonych dla Sekretarza Marynarki Wojennej Stanów Zjednoczonych, Szefa Operacji Morskich oraz sztabu marynarki wojennej Stanów Zjednoczonych dotyczących:
    - wyzwań strategicznych, polityk militarnych i zbrojeniowych innych państw;
    - strategii wojskowych, doktryn, doktryn i taktyk potencjalnych przeciwników i ich wpływu na obecne i przyszłe zdolności marynarki Stanów Zjednoczonych;
    - zdolności operacyjnych flot państw trzecich oraz ich zdolności naukowych i technologicznych do ich zwiększania;

  - udzielanie specjalistycznego wsparcia merytorycznego członkom Wspólnoty Wywiadowczej dotyczącego zagadnień marynistycznych;
  - współpraca z innymi służbami wywiadowczymi w kwestiach globalnego rozpoznania wywiadowczego.

## Struktura organizacyjna
Biuro Wywiadu Morskiego stanowi podstawowy element struktury Wspólnoty Wojny Informacyjnej Marynarki Wojennej (IWC), której celem jest gromadzenie kluczowych informacji z perspektywy bezpieczeństwa Stanów Zjednoczonych oraz utrzymywanie przewagi informacyjnej nad potencjalnymi przeciwnikami. W ONI pracuje ponad 3000 pracowników wojskowych, cywilnych, rezerwistów, w tym analityków, specjalistów, inżynierów, naukowców, techników i menedżerów. ONI wspierane jest również przez ponad 800 rezerwistów Marynarki Wojennej. Pod Biuro Wywiadu Morskiego podlega pięć „Centrów Doskonałości” (Centers of Excellence). Każde Centrum to odrębna jednostka, zarządzająca zasobami wiedzy specjalistycznej:
- Nimitz Warfare Analysis Center

Centrum Analiz Wojennych Nimitz zajmuje się analizą operacyjną i strategiczną, mającą na celu dostarczanie wyspecjalizowanych informacji dowódcom Marynarki Wojennej i krajowym decydentom. Centrum Analiz Wojennych Nimitz jest odpowiedzialne za Świadomość Domeny Morskiej (Maritime Domain Awareness, MDA) oraz za Integrację Globalnego Wywiadu Morskiego (Global Maritime Intelligence Integration, GMII). W ramach Centrum Analiz Wojennych Nimitz funkcjonuje sześć wydziałów odpowiedzialnych za analizy w ramach przydzielonego obszaru geograficznego. Nimitz obsługuje również Narodowe Centrum Wywiadu Morskiego (National Maritime Intelligence Operations Center) zapewniające całodobowe i całoroczne rozpoznanie satelitarne flot handlowych. Centrum nazwano na cześć admirała floty Chestera Nimitza.
- Farragut Technical Analysis Center

Centrum Analiz Technicznych Farragut specjalizuje się w strategicznej analizie naukowo-technicznej (strategic scientific and technical intelligence, S&TI), ze szczególnym naciskiem na zagraniczne technologie, sensory rozpoznawcze, broń, nośniki uzbrojenia, systemy bojowe, potencjał dowodzenia i zdolności cybernetyczne. Na terenie Centrum znajduje się siedziba Narodowe Laboratorium Wywiadu Nasłuchowego (National Maritime Acoustic Intelligence Laboratory) odpowiadające za oszacowywanie aktywności obcych flot i systemów wywiadu morskiego. Centrum nazwano na cześć pierwszego kontradmirała, wiceadmirała i admirała marynarki wojennej stanów zjednoczonych Davida Farraguta.
- Kennedy Irregular Warfare Center

Centrum Nieregularnej Wojny Kennedy’ego dostarcza informacje wywiadowcze na temat potencjalnych zagrożeń, wynikających z asymetrycznych działań wojennych, dla United States Naval Special Warfare Command i Navy Expeditionary Combat Command. Centrum nazwano ku pamięci prezydenta Johna F. Kennedy’ego.
- Hopper Global Communications Center

Centrum Komunikacji Globalnej Hoppera odpowiada za przesyłanie informacji niejawnych na potrzeby Marynarki Wojennej Stanów Zjednoczonych oraz pełni funkcję komórki technicznej odpowiedzialnej za instalację i utrzymanie infrastruktury informatycznej oraz nadzór nad cyberbezpieczeństwem zarządzanej sieci. Centrum nazwano na cześć kontradmirał Grace Hopper.
- Brooks Center for Maritime Engagement

Centrum Brooksa ds. Zaangażowania Morskiego pełni funkcję specjalistycznej komórki prowadzącej wywiad z zakresu OSINT-u. Analizy Centrum Brooksa koncentrują się na globalnych zagrożeniach dla amerykańskiego transportu morskiego. Produkty analityczne opracowywane przez Centrum Brooksa mają zapewniać przewagę informacyjną kierownictwa Marynarki Wojennej Stanów Zjednoczonych. Centrum nazwano na cześć kontradmirała Thomasa A. Brooksa. Rozpoczęło swoją działalność 13 lipca 2016 r.
Siedziba Biura Wywiadu Morskiego znajduje się w National Maritime Intelligence Center w Suitland w stanie Maryland.

## Kierownictwo
- Dowódca Biura Wywiadu Morskiego (Commander, Office of Naval Intelligence, COMONI) – do jego obowiązków należy m.in. kierowanie agencją wywiadowczą i wykonywanie zadań zleconych przez dowódców amerykańskiej marynarki wojennej, Departament Obrony oraz szeroko pojętą społeczność wywiadowczą. Oprócz tego Dowódca Biura Wywiadu Morskiego pełni także funkcję Dyrektora Narodowego Biura Integracji Wywiadu Morskiego (Director of the National Maritime Intelligence-Integration Office, NMIIO)[29].
- Zastępca Dowódcy Biura Wywiadu Morskiego (Deputy Commander, Office of Naval Intelligence) – działa jako zastępca COMONI oraz pełni funkcje doradcze[30].
- Szef Sztabu Biura Wywiadu Morskiego (Chieff of Staff Officer, Office of Naval Intelligence) – jego zadania obejmują kierownictwo nad działalnością dyrekcji personelu oraz oficerów wojskowych. Zajmuje się również kontaktem z pozostałymi dowództwami[31].
- Komendant Główny Oficer Biura Wywiadu Morskiego (Command Master Chief, Office of Naval Intelligence) – dowodzi personelem oraz doradza Dowódcy Biura[32].